# Hipparchia muelleri
Hipparchia muelleri är en fjärilsart som beskrevs av Otakar Kudrna 1975. Hipparchia muelleri ingår i släktet Hipparchia och familjen praktfjärilar. Inga underarter finns listade i Catalogue of Life.